# فونتانا ان جينفا ليك (ويسكونسن)
فونتانا ان جينفا ليك (بالإنجليزية: Fontana-on-Geneva Lake, Wisconsin)‏ هي قرية تقع في الولايات المتحدة في مقاطعة والورث (ويسكونسن). يقدر عدد سكانها بـ 1,672 نسمة ومساحتها 8.78 كم2 .

## التركيبة السكانية
قام مكتب تعداد الولايات المتحدة بتحديد بيانات التركيبة السكانية لفونتانا ان جينفا ليك في تعداد الولايات المتحدة. في ما يلي، التركيبة السكانية حسب تعدادي 2000 و2010.

### تعداد عام 2000
بلغ عدد سكان فونتانا ان جينفا ليك 1,754 نسمة بحسب تعداد عام 2000، وبلغ عدد الأسر 764 أسرة وعدد العائلات 524 عائلة مقيمة في القرية. في حين سجلت الكثافة السكانية 592.0 نسمة لكل ميل مربع (228.6/كم2). وبلغ عدد الوحدات السكنية 1,974 وحدة بمتوسط كثافة قدره 666.3 نسمة لكل ميل مربع (257.3/كم2).
وتوزع التركيب العرقي للقرية بنسبة 98.23% من البيض و 0.86% من الأمريكيين ذوي الأصول الآسيوية و 0.40% من الأمريكيين الأفارقة و 0.11% من عرقين مختلطين أو أكثر.
بلغ عدد الأسر 764 أسرة كانت نسبة 22.8% منها لديها أطفال تحت سن الثامنة عشر تعيش معهم، وبلغت نسبة الأزواج القاطنين مع بعضهم البعض 60.7% من أصل المجموع الكلي للأسر، ونسبة 5.1% من الأسر كان لديها معيلات من الإناث دون وجود شريك، وكانت نسبة 31.3% من غير العائلات. تألفت نسبة 27.1% من أصل جميع الأسر من أفراد ونسبة 11.1% كانوا يعيش معهم شخص وحيد يبلغ من العمر 65 عاماً فما فوق. وبلغ متوسط حجم الأسرة المعيشية 2.79، أما متوسط حجم العائلات فبلغ 2.30.
بلغ العمر الوسطي للسكان 46 عاماً. وكانت نسبة 20.1% من القاطنين تحت سن الثامنة عشر، وكانت نسبة 4.8% بين الثامنة عشر والأربعة وعشرون عاماً، ونسبة 24.2% كانت واقعةً في الفئة العمرية ما بين الخامسة والعشرون حتى والأربعة وأربعون عاماً، ونسبة 30.6% كانت ما بين الخامسة والأربعون حتى الرابعة والستون، ونسبة 20.2% كانت ضمن فئة الخامسة والستون عاماً فما فوق. يوجد لكل 100 أنثى 99.8 ذكر، ويوجد لكل 100 أنثى في الثامنة عشر من عمرها فما فوق 98.4 ذكر.
بلغ متوسط دخل الأسرة في القرية 54,211 دولار، أما متوسط دخل العائلة فبلغ 63,594 دولار. وكان متوسط دخل الذكور 41,750 دولار مقابل 31,813 دولار للإناث. وسجل دخل الفرد الخاص بالقرية 32,266 دولار. وكانت نسبة 2.4% من العائلات ونسبة 3.8% من السكان تحت خط الفقر، وكان من هؤلاء نسبة 3.8% تحت سن الثامنة عشر ونسبة 3.0% في الخامسة والستين من العمر وما فوق.

### تعداد عام 2010
بلغ عدد سكان فونتانا ان جينفا ليك 1,672 نسمة بحسب تعداد عام 2010، وبلغ عدد الأسر 732 أسرة وعدد العائلات 491 عائلة مقيمة في القرية. في حين سجلت الكثافة السكانية 499.1 نسمة لكل ميل مربع (192.7/كم2). وبلغ عدد الوحدات السكنية 2,308 وحدة بمتوسط كثافة قدره 689.0 لكل ميل مربع (266.0/كم2).
وتوزع التركيب العرقي للقرية بنسبة 97.9% من البيض و 0.1% من الأمريكيين الأصليين و 0.7% من الأمريكيين ذوي الأصول الآسيوية و 0.5% من عرقين مختلطين أو أكثر.
بلغ عدد الأسر 732 أسرة كانت نسبة 23.1% منها لديها أطفال تحت سن الثامنة عشر تعيش معهم، وبلغت نسبة الأزواج القاطنين مع بعضهم البعض 59.4% من أصل المجموع الكلي للأسر، ونسبة 5.2% من الأسر كان لديها معيلات من الإناث دون وجود شريك، بينما كانت نسبة 2.5% من الأسر لديها معيلون من الذكور دون وجود شريكة وكانت نسبة 32.9% من غير العائلات. تألفت نسبة 29.1% من أصل جميع الأسر من أفراد ونسبة 13.8% كانوا يعيش معهم شخص وحيد يبلغ من العمر 65 عاماً فما فوق. وبلغ متوسط حجم الأسرة المعيشية 2.82، أما متوسط حجم العائلات فبلغ 2.28.
بلغ العمر الوسطي للسكان 50.6 عاماً. وكانت نسبة 19.1% من القاطنين تحت سن الثامنة عشر، وكانت نسبة 5.5% بين الثامنة عشر والأربعة وعشرون عاماً، ونسبة 15.6% كانت واقعةً في الفئة العمرية ما بين الخامسة والعشرون حتى والأربعة وأربعون عاماً، ونسبة 36.7% كانت ما بين الخامسة والأربعون حتى الرابعة والستون، ونسبة 22.9% كانت ضمن فئة الخامسة والستون عاماً فما فوق. وتوزع التركيب الجنسي للسكان بنسبة 48.1% ذكور و51.9% إناث.

## الموقع الجغرافي
الموقع الجغرافي للمناطق المحيطة بهذه النقطة هو كالتالي: